# Haltom City
Haltom City è un comune degli Stati Uniti d'America, situato in Texas, nella contea di Tarrant. Fa parte dell'area suburbana interna di Fort Worth.